# Eduard al Portugaliei
Eduard, supranumit Elocventul și Regele filozof (în portugheză Duarte; n. 31 octombrie 1391, Viseu, Viseu Dão Lafões (intermunicipal community)⁠(d), Portugalia – d. 9 septembrie 1438, Tomar, Médio Tejo Subregion⁠(d), Portugalia), aparținând Casei de Aviz, a fost al 11-lea rege al Portugaliei din 1433 până la sfârșitul vieții. 
Supranumele sale se datorează pasiunii sale pentru cultură, drept și filozofie. Eduard a creat o importantă operă literară. Tratatul său de filozofie politică, Leal Conselheiro („Consilierul loial”) se află pe primul loc în categoria „Eseuri” din „Lista celor 50 de opere esențiale ale literaturii portugheze” stabilită în 2016 de Diário de Notícias. Tratatul său despre echitație „Livro da ensinança de ben cavlager toda sela” este considerat a fi cel mai vechi tratat post-antic despre echitație și primul care se ocupă de psihologia aplicată sporturilor ecvestre. În lumea ecvestră, el rămâne cunoscut sub numele autorului său, Dom Duarte.

## Biografie
Eduard a fost cel de-al treilea fiu al regelui Ioan I al Portugaliei și a soției sale, Filipa de Lancaster, fiica ducelui Ioan de Gaunt. A fost numit după străbunicul său, regele Eduard al III-lea al Angliei.
Foarte devreme, Eduard s-a aflat alături de tatăl său în afacerile regatului și, prin urmare, fiind un moștenitor bine pregătit. Spre deosebire de tatăl său, el a căutat consensul și, în timpul scurtei sale domnii, a convocat parlamentul (Cortes) de cinci ori pentru a discuta afaceri de stat. La urcarea pe tron, Eduard l-a numit pe fiul său, Alfonso, pe atunci în vârstă de douăzeci de luni, moștenitor al coroanei.
Scurta domnie a lui Eduard a fost una nefericită. Predecesorul său, Ioan I, fusese nevoit să acorde nobilimii mari domenii pentru a-și asigura sprijinul nobilimii în lupta împotriva Castiliei. Eduard a încercat să recâștige măcar parțial aceste domenii pentru Coroană. El a emis un decret în 1434 care stabilea că toate domeniile vor reveni automat Coroanei în cazul în care proprietarul murea fără a avea un moștenitor pe linie masculină. Datorită acestui decret Eduard a intrat în conflict cu nobilimea și interesele ei.
O încercare de a cuceri Tanger de la mauri s-a încheiat dezastruos în 1437. Fratele său, Henric Navigatorul, comandatul campaniei din Tanger, a trebuit să se predea puterii arabe. O parte din condițiile capitulării a fost ca Portugalia să returneze Ceuta maurilor. Pentru a garanta respectarea acestei condiții, Ferdinand, un frate mai mic al regelui, a trebuit să fie dat maurilor ca ostatic. Eduard se confrunta cu dificila decizie de a-și elibera fratele și astfel să abandoneze orașul Ceuta, sau nu. El a adresat această întrebare parlamentului portughez. Cu toate acestea, nu s-a luat nicio decizie deoarece regele a murit de ciumă în 1438. Mormântul său se află în complexul Capelelor Funerare Regale din Mănăstirea Batalha. PrincipeleFerdinand a rămas în ostatic al maurilor până la moarte.
Moartea timpurie a lui Eduard a declanșat o nouă criză. Fiul și succesorul său, Alfonso al V-lea, era încă minor la moartea tatăl său, astfel încât țara a fost  administrată de o regență, asigurată inițial de văduva lui Eduard, dar curând preluată de fratele lui Eduard, Petru al Portugaliei. Abia după zece ani de domnie, fiul lui Eduard l-a învins pe unchiul său și a preluat puterea.

## Căsătorie și descendenți
Eduard s-a căsătorit cu Eleonora de Aragón (1402–1445), fiica regelui Ferdinand I al Aragonului. Cuplul a avut patru fii și cinci fiice:
- Ioan (1429–143?);
- Philippa (n. 27 noiembrie 1430 – d. 24 martie 1439); a murit bolnavă de ciumă;
- Alfons (n. 15 ianuarie 1432 – d. 28 august 1481); succesorul tatălui său;
- Maria (n. 7 decembrie 1432 – d. 8 decembrie 1432);
- Ferdinand (n. 17 noiembrie 1433 – d. 18 septembrie 1470), primul Duce de Beja și al doilea Duce de Viseu, tatău regelui Manuel I al Portugaliei;
- Eleonora Elena (n. 18 septembrie 1434 – d. 3 septembrie 1467), s-a căsătorit în 1452 cu împăratul romano-german Frederic al III-lea;
- Eduard (n. 12 iulie 1435 – d. 143?);
- Caterina (n. 26 noiembrie 1436 – d. 17 iunie 1463), călugăriță în Mănăstirea clariselro din Lisabona;
- Ioana (n. 20 martie 1439 – d. 13 iunie 1475), s-a căsătorit în 1455 regele Henric al IV-lea al Castiliei.